# Lago de Levico
El lago de Levico (del italiano: Lago di Levico) es un pequeño lago en la provincia de Trento, en la región italiana de Trentino-Alto Adigio. Con una altura de 440 m, su superficie es de 1,164 km².